# パワーパフガールズ
『パワーパフガールズ』（The Powerpuff Girls）は、クレイグ・マクラッケン原作の漫画、テレビアニメ作品。テレビ東京系列・カートゥーン ネットワークでアニメシリーズが放送され、漫画版がIDWパブリッシング（日本語翻訳版はフェーズシックス出版）から刊行されている。

## 来歴

### パイロット版
当時21歳の大学生だったクレイグ・マクラッケンが1992年に製作した初のオリジナル作品『Whoopass Stew：A Sticky Situation』に登場する『Whoopass Girls』が原型である。カートゥーン ネットワーク（以下、略称の「CN」と記載）、ハンナ・バーベラから高評価を受け、CNでの『Whoopass Stew』製作の許可が下り、再び同作の短編を手がけることになった。ちなみに制作にあたっては、マクラッケンが「CN役員幹部から『番組タイトルが不適切』と指摘されたため、タイトルを変更した」とインタビュー内で語っている。

### アニメシリーズ
マクラッケンがアニメーターとなり、1994年に制作が開始され1995年5月28日にCNでショートアニメとして初めて放送。1996年1月には2作目が放送され同年にはシリーズ化が決定。1997年から30分番組の単独作品として制作が開始された。1998年11月18日から放送を開始し、アメリカCN最高視聴率を獲得。元はハンナ・バーベラ作品であったが、同社の吸収合併によりCN作品となった。
日本では2001年1月10日から同年12月23日にかけてテレビ東京にて初放送（51話<シーズン1〜4>まで・総集編含む）。同年10月5日より日本CNでも放送が始まり、地上波放送が終了した後も同じキャストで放送継続されていた。
当初の日本での初放送はCNの予定で、独自の翻訳・キャストによる吹き替え収録も26話<シーズン1〜2>まで進められていたが、地上波放送時に新たに吹き替えを行う事になったためお蔵入りとなった。この時に収録されたものは2003年9月13日・9月14日に『パワーパフ ガールズ アンダーグラウンド』（以下「UG版」）としてCNで放送された。
2002年8月3日には本作の前日譚を描いた劇場版『パワーパフガールズ・ムービー』が公開。2004年に制作終了が発表され、2005年に最終回を迎えた。その後、ファイナルエピソード『支配者はワタシ!』（原題：The Powerpuff Girls Rule!）が制作され、日本CNでは2009年2月14日にスペシャルとして放送された。

この他、2006年からは日本制作（アニメーション制作は東映アニメーション）の派生作品『出ましたっ!パワパフガールズZ』が放送された。
2009年1月20日にはTVシリーズ・TVスペシャル・劇場版の全作品を収録したコンプリートDVD-BOXがアメリカで発売された。
2024年9月25日、U-NEXTのMaxでTVシリーズの全シーズン5が、『支配者はワタシ!』、『パワーパフガールズ・ムービー』、『ダンスパンツにご用心』、『ザ・ファイト・ビフォア・クリスマス』、2016年製作の新シリーズ 全シーズン3と共に配信開始となった。

### 2014年特別編
2013年12月16日、新作『ダンスパンツにご用心!』（原題：Dance Pantsed）が2014年1月20日に放送される事が発表された（マクラッケンは2010年にCNを退職している為、製作に関与していない）。日本CNでは2014年3月3日に放送された。
2012年11月16日に、元ビートルズで本作のファンである事を公言しているリンゴ・スターが「ミスター・フィボナッチ」の役で声優を務める事を発表し、オリジナル曲の製作も行った。この曲のミュージックビデオは日本の3DCG制作会社ポリゴン・ピクチュアズが制作している。
キャラクターデザインはブロッサム、バブルス、バターカップの主役3人とモジョは大きく変わっているが、他のメインキャラクター（ユートニウム、市長、ミス・ベラム）はほとんど変わっていない。

### 放送終了・新シリーズへ
ラインナップを一定期間ごとに変更していく日本CNにおいては異例ともいえる長期の放送が行われていた本作も2015年8月5日をもって放送を終了。2016年1月4日から3月31日までテレビ東京版を元にしたリマスター版が放送された後、同年4月9日からスタッフ・キャストを一新したリブート版の新シリーズがスタートした。

### 実写ドラマ化
2021年にアメリカのテレビ局であるCWが実写ドラマ化を検討しており、制作スタッフとメインキャストが内定したと複数のメディアが報じた。しかし、2023年5月に実写ドラマ版の制作が中止された。

### U-NEXTでの見放題配信開始
2024年9月19日、既にワーナー・ブラザース・ディスカバリーとの間でパートナーシップ契約を締結し、HBO並びにHBO Max（現・Max）作品を独占配信してきたU-NEXTは同日付で新たなパートナーシップ契約を締結し、Maxの作品を同月25日から独占配信することを発表した。配信作品の中にはカートゥーン ネットワークも含まれているため、U-NEXTを経由する形で本作と2016年版を含んだカートゥーン ネットワークの作品が配信されることになった。ただし、『究極のかくし味』 / 『巨大ロボ!ダイナモの逆襲』以降のエピソードは未配信となっている。

## ストーリー
ユートニウム博士が「砂糖・スパイス・素敵な物」を混ぜて可愛い女の子を作る実験中に、誤って「ケミカルX」という薬品の入った丸いフラスコの底を棒をぶつけて割り、中の「ケミカルX」を一緒に混ぜてしまったため、スーパーパワーを持った3人の幼稚園児が誕生。3人はタウンズヴィルの街を守るスーパーヒロインとして悪と戦う。

## 作風
大胆にデフォルメされたキャラクターを始め、ポップでレトロ・モダンなデザインが目を引き、世界中で高い人気を誇る。日本でも知名度が高く、ラブライブ!では2回に渡ってコラボが行われている他、プロ野球の東北楽天ゴールデンイーグルスとも2019年にコラボ企画が実施されている。
一方でストーリーは単なる勧善懲悪でなく、一見可愛らしい絵柄とは裏腹にグロテスクな描写もある。また、既存のスーパーヒーローや名作映画等のパロディも存在し、話によっては正義の味方であるはずのガールズが図らずも破壊活動や犯罪を犯してしまう展開や「本来は悪人ではない者が逮捕されてしまうオチ」「逆に悪党が事件を解決してしまうオチ」など、不条理やブラックユーモアをも含む内容が作品独自の持ち味となっている。

## 用語
ケミカルX（Chemical X）
ユートニウム博士が発明した謎の化学物質で、ガールズのスーパーパワーの源。この薬品を摂取すると知能が向上したり、スーパーパワーを手に入れられる事があるが、用法・用量を誤るとモンスターに変わる副作用もある。
脱力剤X（Antidote X）
体内に入ったケミカルXの効果を消すための化学物質。

### 舞台
タウンズヴィル（Townsville）
物語の主な舞台となるアメリカの架空の街。美術館や動物園、野球場などの観光名所が充実した街で、色々な国の色々な人々が住んでいる。近くにラシュモア山が存在するかのような描写がある。
ポーキー・オークス（Pokey Oaks）
タウンズヴィルのすぐ横にある小さい町。ガールズが通う「ポーキー・オークス幼稚園」やユートニウム博士の自宅もここにある。
リトル・トーキョー・タウンズヴィル（Little Tokyo Townsville）
タウンズヴィル郊外の日本人街。そこにボンサイパーク（Bonsai Garden's Park）と呼ばれている大きな公園が存在する。
シティズヴィル（Cities Ville）
タウンズヴィルの隣町で、治安が悪い。一時ガールズと博士が引っ越してきたが、治安の悪さや自分達を嘲る町の人たちに馴染む事ができず、すぐに引っ越してタウンズヴィルに戻ってきた。町のシンボルとして「シティズヴィル橋」が存在し、旗にも描かれているほど有名であったが、ガールズ達が銀行強盗を捕まえるために破壊されてしまった。被害総額は強盗が盗んだ400ドルの倍の300万ドルであり、再建は不可能となった。
モンスター島（Monster Island）
タウンズヴィルを襲う巨大なモンスターは、大半がこの島から来る。一時期人間たちに開発され、タウンズヴィル市民とトラブルを起こした事がある。

## 登場キャラクター
声優は特に記載がない限り、日本語吹き替え版 / 原語版。なお、2016年版の声優についてはここでは記載しない（こちらを参照）。

### パワーパフガールズ
本作の主人公で、通称「ガールズ」。「砂糖・スパイス・素敵な物」そして誤って入った「ケミカルX」が混ぜ合わさって誕生した3人の女の子。スーパーパワー（レーザーや飛行能力など）の持ち主だが、あまりにもパワーが強すぎるため周りのものを壊してしまう事も少なくない。そのため他人の家に入る時は窓や屋根から入る事が多い。

#### メインキャラクター
ブロッサム（Blossom）
声 - 笠井律子（UG版）→麻生かほ里 / キャシー・キャバディーニ
「素敵な物」成分が多め。ガールズのリーダーで、ガールズの指令塔を果たす。服と目の色はピンク。オレンジ色のポニーテールで、赤いリボンをつけている。髪の毛を大事にしており、バブルスとバターカップに髪の毛を切られた時は戦意喪失に陥るほど非常に悲しんだ 。一人称は「私」。イメージカラーはピンク。桜の花がパッと開いたようにしゃべり始めたので「ブロッサム」と名づけられた。
冷静で正義感が強く、頭脳明晰で数学が得意な優等生タイプだが、プライドが高く真面目で融通が利かない面もある。実は3人の中で唯一の前科持ちで、父の日に博士が欲しがっていた高価なゴルフクラブのセットをモジョ襲撃のどさくさに紛れて盗み出してしまい、この際モジョに罪をなすりつけようとした。うさぎとピンク色とオシャレが大好き。『雨の日の冒険』でのパワーパフガールズごっこではミス・ベラム、モンスター、モジョの3役を演じた。
ガールズの中では唯一氷の息を使う事が出来る（1度使いきってしまい、今度は炎の息を使えるようになったが、その後再び氷の息を使えるようになった ）。中国語を練習中で教科書を読んでいる描写もあり『博士を止めて!』で初めて博士に披露したが、中国語の知識が皆無だったためか博士には「意味がハッキリ分からない」とダメ出しされた 。
『ダンスパンツにご用心!』では前髪の形が大きく変わっている。2016年版ではリボンが丸みを帯びるようになり、サイズも若干大きくなった。
リバティー・ベル（Liberty Belle）
ブロッサムが「フリーダムギャル」という漫画に影響されて変身したヒーロー。スーパーカーで颯爽と登場し、反省投げ縄で悪者を改心させる設定だったが、スーパーカーは怪獣の出現で渋滞に巻き込まれて到着が遅れ、投げ縄にもそんな便利な機能はなかった。
バブルス（Bubbles）
声 - 間宮くるみ（UG版）→南里侑香 / キャス・スーシー（UG版）→タラ・ストロング
砂糖成分が多め。服と目の色は水色。金髪のツインテール 。一人称は「私」。イメージカラーは水色。泡がパチンと弾けたように笑いだしたので「バブルス」と名づけられた。
お絵描きが大好きで、無邪気で泣き虫かつ甘えん坊。素直すぎる性格ゆえに敵に騙されたりトラブルを起こしたりする事もあるが、怒ると非常に怖く、キャラが崩れやすい。仲間同士の喧嘩や争い事は苦手。スペイン語や日本語などの多くの言語を話す事が出来、またガールズの中では唯一動物とも会話ができる。ちなみにパンチの威力はガールズの中で最も高い。『地球がピンチ!』ではバブルスの願いで、ブロッサムは『トムとジェリー』の短編作品『氷あそび』のように床を凍らせることだった。また、バブルスは『トムとジェリー』が彼女のお気に入りのアニメであることにも述べている（日本語吹き替えではいずれも台詞に伏せられている）。タコのぬいぐるみのオクティ（Octi）を大事にしている。『雨の日の冒険』でのパワーパフガールズごっこでは市長とバターカップの2役を演じた。
2016年版ではツインテールの両サイドに青い髪飾りが着いている。また、ピーマンとミートローフのアレルギー持ちであるという設定が追加された。
ハーモニーバニー（Harmony Bunny）
バブルスが「チイサイバニーバニーノカワイイボウケンモノガタリ」という日本の漫画に影響されて変身したヒーロー。ハッピーステッカーが武器だが、怪獣の出現にホッピングで移動したことで遅れた上、シールにも武器らしい機能はなかった。
バターカップ（Buttercup）
声 - 三浦智子（UG版）→池田有希子 / エリザベス・デイリー
スパイス成分が多め。服と目の色は緑。ショートボブの黒髪。男勝りで負けず嫌い、タフで短気でケンカっ早い。しかしいじめっ子気質な面があり、よくバブルスをからかってはブロッサムや博士に叱られる他、加減の知らない過激なところがたまに傷。一人称は「あたし」。イメージカラーは緑。Bが頭文字につく他の2人に合わせて「バターカップ」（キンポウゲ）と名づけられた（"buttercup"には他に「元気な女の子」という意味も含まれている） 。
お風呂と蜘蛛とピンク色が嫌い。『雨の日の冒険』でのパワーパフガールズごっこではブロッサム役を演じた。一時期、ギャングリーンギャングのリーダー・エースの虜になった事がある 。一度、歯の妖精の伝説を知って金の欲しさあまりにバブルスを執拗に攻撃したり、悪者たちから歯を奪って大儲けしようとした事もあったが、前者では博士から「バブルス（及びブロッサム）の歯を狙うのは禁止」と咎められ、後者では被害を受けた悪者たちに袋叩きにされ、貯めていたコインもモジョらに袋叩きにされた際に折られた歯の治療費として博士に没収された。
3人の中で唯一炎を投げることが出来、舌を丸める事ができる（他のキャラクターやナレーターも舌を丸めることができない）。
『ダンスパンツにご用心!』および2016年版ではアホ毛がつくようになっている。また、2016年版では苦手な食べ物は豆腐で、「お嬢ちゃん」（原語版では"princess"）と呼ばれるのを嫌うという設定が追加された。
メインジ（Mange）
バターカップが「スポアー」という漫画に影響されて変身したヒーロー。全身黒づくめで緑色の目を光らせるが、夜にしか現れないヒーローという設定だった為、昼間は活動出来ず、役に立たなかった。

#### その他の「ガールズ」
バニー（Bunny）
声 - 喜田あゆ美 / クリスティーン・カヴァナー
ガールズが街を救う手伝いをしてくれる妹を作り出そうと、自分たちで「お砂糖」と「スパイス」と「素敵なものいっぱい」、そしてケミカルXを使って誕生させた。服と目の色は紫で髪は茶色。しかし材料に不純物が多かったため、可愛くない（というより醜悪な）巨体となってしまった上、頭も悪く善悪の区別がつかず、街を救うどころかかえって滅茶苦茶にしてしまい、ガールズにお払い箱にされ酷く悲しんだ。その後、自身の騒動のどさくさに紛れて脱獄した囚人達に囲まれ苦戦したガールズを何とか助け出すものの最後には爆発して消滅、元の材料に戻ってしまった。
ブレット（Bullet）
声 - フランク・ウェルカー
目の色がオレンジ色のリス。元々はただのリスであったが、森で怪我をしたところバブルスが助けてそのままガールズが保護した。バブルスが早く怪我を治すためにケミカルXを飲ませてスーパーパワーを手にした。最初はガールズと一緒に街の平和を守っていたが、故郷の森のことを考えて，森の平和を守るためガールズと別れた。離ればなれになっても一応ガールズのメンバーとされている。その後「リスちゃんの街!?」で再登場してリス達が街を襲った原因を探り事件を解決した。
ダイナモ（Dy.na.mo. = Dynamic Nanotechtronic Monobot）
ユートニウム博士がガールズの身を心配するあまり、地下研究所で不眠不休の果てに作り上げた戦闘用巨大ロボットで、ガールズ3人が向かい合うように頭部のコックピットに搭乗して操作する。ガールズを巨大化した様な姿で、ブロッサムのリボン、バブルスのおさげ、バターカップの後ろ髪及び怒りの表情と、3人の特徴を盛り込んだデザインになっている。武装は全身に内蔵されたミサイル と格闘で、チタニウム製の装甲を展開させて機体を丸くさせる事で完全防御形態になれるが、これは安全装置も兼ねている。全身のミサイルは一斉発射出来るものの命中精度が異常に悪いために目標には命中せず、完全防御形態も周りの破壊に利用されてしまう。そのため戦闘後は辺り一面が火の海になってしまう。頭部にあるおさげは掘削ローラーになるが進行速度が遅い上に周囲を破壊したのみで、リボンはハサミになるが意外ともろい。博士が「使わなければ外出禁止にする」とガールズを脅して無理やり使わせた挙句、巨大怪獣との戦闘でタウンズヴィルを焼け野原にした為、使用禁止の条例が制定された。しかし、後に市長がコックピットに乗って遊んだために暴走し、タウンズヴィルを破壊した事がある。その時はなぜかミサイル等がガールズに命中した他、目からレーザーを発射した。

### タウンズヴィル市民
ユートニウム博士（Professor Utonium）
声 - 中田雅之（UG版）→安崎求（幼少期 ：甲斐田ゆき） / トム・ケイン
パワーパフガールズを作った博士で、3人の父親的存在。いつも白衣を着ている。3人をきちんと育て溺愛しつつさまざまな発明品を作るが、どこか抜けているところがあり自身の発明品のせいで騒動を引き起こしてしまう事がある。独身。一人称は「僕」。ミス・ベラムとキーン先生とは小学生時代の同級生。
小学生時代は科学者とは縁遠い、勉強嫌いのイタズラ小僧だったが、ある事件で死にかけたことがきっかけで科学者を志すようになった。レバーと玉ねぎの炒め物が好物。父の日に高価なゴルフクラブのセットを欲しがり、それを欲しがるあまりにガールズの手作りプレゼントや手料理にも見向きできなくなるほど上の空になるが、ブロッサムがモジョ襲撃のどさくさに紛れてそれを盗んでしまったため、ブロッサムを前科持ちにしてしまった張本人となってしまう。真実を知ってショックを受けるもブロッサムを敢えて叱責せず、「ブロッサムが悪事に加担したのはガールズの愛情よりも高価な品物に夢中になった自分のせい」と理解して猛省し、涙を流した。
一度自身もスーパーパワーを手に入れて、ガールズとともに戦い「パワーパフ博士」と名乗っていたが、悪者との戦いの途中でガールズの弱みを握ってしまう事となり、ガールズにとってはありがた迷惑な存在だった。
また、『雨の日の冒険』でパワーパフガールズごっこをしていたガールズに巻き込まれる形でバブルス役として女装させられたり、『言っちゃダメ!』で咄嗟に差別的な言葉を発した際にガールズがそれを素敵な言葉と勘違いして不用意に使ってしまいガールズが迷惑を被る羽目になってしまったり、『博士を止めて!』で自ら計画したサプライズパーティーのために作ったガールズを模したケーキの出来の悪さを博士が新しいガールズを作ろうとしているとガールズが誤解して実験室を破壊された事もあった。キティーが引き起こした事件がきっかけで猫が嫌い。
市長（Mayor）
声 - 鈴木勝美（UG版）→石住昭彦 / トム・ケニー
名前の通りタウンズヴィルの市政を司る立場にあるが、ほとんど遊び暮らしており実務は秘書のミス・ベラムに任せきり。身長が非常に低く、性格は子供っぽく陽気。ガールズをはじめとする人物からは「市長」もしくは「市長さん」と呼ばれている。キュウリのピクルスが大好物。妻持ちの既婚者。お気に入りはプードルのオブジェ。一人称は「ワシ」。
ガールズをいつも頼りにしていて、事件が起こると直通のホットラインでガールズを呼びつけており、博士がガールズの失踪を知らせに来るとすぐさま民衆を集めてガールズの捜索を呼びかけたり、ブロッサムが高価なゴルフクラブのセットを盗んで罪を認めた際はブロッサムを敢えて叱責せず、博士の説得や反省したブロッサムに免じて彼女を許し、罪を帳消しにするよう署長に嘆願するなど、ガールズを心配・擁護する事があるが、時々「ピクルスの瓶が開かない」といったくだらない理由で呼びつけるなど、公私混同な節がある。
一度、市長の座を狙ったモジョに誘拐され身ぐるみを剥がされた事があり、ファジーやプリンセス、マダム・アルゼンチンに市長の座を降ろされた、もしくはタウンズヴィルを追放された事もある。
『市長のわるい夢』ではある悪夢にうなされて真夜中にガールズの家に押しかけ、夢の中で事件を解決してほしいとガールズに救援を求めるも、夢の中では戦えないと一度はブロッサムに断られてしまい、博士が発明した夢の中へ入れる装置でガールズが市長の夢の世界に入り、真相の究明に乗り出した事がある。
選挙絡みになるとブラックな事を平気でポロッと言う。また、ピストル強盗の演技が上手い。
ミス・ベラム（Ms. Sara Bellum）
声 - 佐藤ゆうこ（UG版）→高乃麗 / ジェニファー・マーティン
常に市長のお供をする、知的で見事なスタイルの秘書。フルネームはサラ・ベラム。一人称は「私」。ユートニウム博士とキーン先生とは小学生時代の同級生。
市長よりはるかに背が高く、いつも顔は画面からはみ出している。頭が現れる場面でも彼女自身の髪の毛やその他の障害物によって隠され、一度も素顔を見せなかったが、『支配者はワタシ!』で一瞬だけ素顔を見せている。
強盗トリオが扮した偽者のガールズが現れた時はいち早く正体を見破り、市長の誤解で誤認逮捕された本物のガールズに真実を知らせたり、ボーイズに完膚なきまで叩きのめされ心身ともに傷付き戦意喪失に陷ったガールズを慰めて彼らを倒すための秘策を教えたり、ガールズに代わってセデューサとの一騎討ちに挑んでガールズを助け、最後にセデューサの髪をハサミで切るという勇敢な一面を見せるなど、ガールズにとっては頼りになるお姉さんのような存在で、博士に次ぐ彼女達の良き理解者。
2016年版では「これまで溜まっていた有給休暇を使い切る」という理由でバカンスに行っており、登場しない。
トーキング・ドッグ（The Talking Dog）
声 - 山崎たくみ（UG版）→小堺一機 / トム・ケイン
なぜか人間の言葉を話すことができる不思議な犬だが、性格はかなりワガママな上にしゃべりすぎるのが欠点。車の運転もできるなど、人間並みに手先が器用である。ある事件の証言を聞き出すために一時的にガールズの家で保護された事があるが、上記の性格故にガールズからも嫌われていた。
劇場版ではモジョやミュータントに改造された猿達によってタウンズヴィルが混乱に陥る中、次々とピンチに陥ったところをガールズに助けられ、彼女たちが自らの使命に気づくきっかけを作った。その後、市長やタウンズヴィルの人々と一緒にガールズに感謝の言葉を述べた。

#### ポーキー・オークス幼稚園
キーン先生（Ms. Margaret Keane）
声 - 佐藤ゆうこ（UG版）→込山順子 / キャス・スーシー→ジェニファー・ヘイル/ニカ・ファターマン
ガールズの通うポーキー・オークス幼稚園の先生。フルネームはマーガレット・キーン。一人称は「私」。ユートニウム博士とミス・べラムとは小学生時代の同級生。
優しく皆から慕われているが、怒ると怖い。独身で彼氏すら居ない事を密かに気にしているが、一時期博士とラブラブになった事がある。ペットに「バレンティーノ」という猫を飼っており、猫嫌いな博士と喧嘩した事でラブラブな関係は終わった。
2016年版ではポーキー・オークス幼稚園の閉園に伴い、ガールズが通う小学校の先生となっている。
エルマー（Elmer Sglue）
声 - 安崎求 / ディー・ブラッドリー・ベイカー
ガールズの幼稚園の同級生。フルネームはエルマー・スグルー。糊を食べるという異食癖が有るため、周囲からいじめられる。糊と一緒に偶然放射能汚染されたハエ を誤って食べて巨大化してしまう。ガールズとの戦いで元に戻り、クラスの皆に謝罪を求めた。
ミッチー（Mitch Mitchelson）
声 - 佐藤晴男 / トム・ケニー
ガールズの幼稚園の同級生。フルネームはミッチー・ミッチェルソン。非常に乱暴な性格で、糊を食べるエルマーに意地悪したり、幼稚園で飼っているハムスターを虐待したりした。一方では、皆が苦手だったハリーのキスに恐れ、臆病になって逃げてしまった事がある。やんちゃではあるが素直な面があるため、サンタに「良い子」と認められている。劇場版では幼稚園に転入してきたばかりのガールズに鬼ごっこのルールをわかりやすく教えてくれた。
ハリー（Harry Pit）
声 - 佐藤晴男 / トム・ケニー
ガールズの幼稚園の同級生。フルネームはハリー・ピット。薄汚い容貌で体が浅黒く、普段はあまりしゃべらない性格。キスをする癖（それも涎で汚い）のため、幼稚園児のみんなから嫌われている（ガールズにも嫌われている）が、ハリー自身はあまり気にしていない。キスには「スーパーパワーが無くなる」等の色々な誇張があり、モジョ・ジョジョが悪事を阻止されないために、ガールズを簡単に追っ払う武器として利用されるようになる。それが長く続いたために「パワーパフガールズはどこ?」とテレビで報道される程、一時的にガールズが街に現れなくなった（ただし、後に実際にキスされてただの誇張と証明され、ハリーはガールズからお詫びとばかりに大量のキスをもらった）。また、ミッチーと一緒になってエルマーをいじめた事がある。
ロビン（Robin Snyder）
声 - 園崎未恵 / ジュリー・ネイサンソン
ユートニウム博士の自宅の隣に引っ越してきた少女。フルネームはロビン・スナイダー。社交的な性格でガールズと出会ってすぐに仲良く遊ぶようになるが、一緒に遊んでいる最中でも街の平和や市長の私用などでガールズがすぐに呼び出されてしまうため、寂しい思いをしていたところをプリンセスにつけ込まれ、コンビニでの万引きに加担してしまうが、それはロビンに悪さをさせたところを自分で捕まえ、ロビンとガールズの仲を引き裂いた上でガールズの一員になろうとするプリンセスの計画だった。結局計画はプリンセス本人が本性を現したことで失敗し、ロビンはガールズと仲直りして再び一緒に遊ぶようになった。
ロイド、フロイド (Lloyd, Floyd)
声 - 水樹洵 / ジェフ・ベネット
ガールズの幼稚園の双子の同級生。ロイドのフルネームが「ロイド・フロイド・ジョイドソン」で、フロイドのフルネームが「フロイド・ロイド・ジョイドソン」である。ミッチーらと一緒にエルマーをいじめていた。
メアリー（Mary Thompson）
声 - 岩坪理江（第49話まで）→不明 / ララ・ジル・ミラー
ガールズの幼稚園の肥満の同級生。ガールズに憧れているがモジョにその思いを言葉巧みに利用され、与えられたスーパーパワーでガールズを叩きのめしてしまったがパワーが消えてしまう前になんとか仲間達と共にガールズを蘇らせた。
ジョーイ（Joey）
声 - 高乃麗 / キンバリー・ブルックス
ガールズの幼稚園の黒人の同級生。ガールズに憧れるあまりモジョに騙され、ガールズを叩きのめしてしまった一人。
キム（Kim）
声 - 千葉紗子 / ローレン・トム
ガールズの幼稚園の東洋人の同級生。ガールズに憧れるあまりモジョに騙され、ガールズを叩きのめしてしまった一人。
ジェフ（Jeff）
声 - 園岡新太郎 / トム・ケニー
ガールズの幼稚園の車椅子の同級生。ガールズに憧れるあまりモジョに騙され、ガールズを叩きのめしてしまった一人。

### ヴィラン（悪者）
本作の悪役は、全員カートゥーン ネットワーク・ヴィランズに入る。ただし、ゲストのヴィラン（1度しか登場していない悪役）は除く。

#### ザ・ビート・オールズ
本作品のメインヴィランである、モジョ・ファジー・カレ・プリンセスの4人のチーム（名前の由来はビートルズ）。一時的はガールズを退ける事に成功するが、モジョがメスのチンパンジーのモーコ・ジョノ（後述）に一目惚れした事から仲間割れが生じ、モジョが脱退した事でチームワークが乱れてしまう。アニメでチームを結成するのは1話のみだが、漫画版では何度かチームを結成している。またあるエピソードでは、いたずら電話をするギャングリーン・ギャングを懲らしめるため、プリンセス以外の3人がチームを組んでいる。
モジョ・ジョジョ（Mojo Jojo）
声 - 中田雅之（UG版）→石井康嗣 / ロジャー・L・ジャクソン
パワーパフガールズ最大の敵であるチンパンジー。ケミカルXを浴びて知能が発達し、巨大化した脳ミソが頭蓋骨や皮膚を突き破りむき出しとなっているため、ヘルメットで防護している。また、顔が緑色に変色している。一人称は「オレ様」。口癖は「ムッカつくぜ」。
かつてガールズを騙してタウンズヴィル内にある火山の上に火口を塞ぐように建設させた展望台を住処にしており、打倒ガールズと世界征服を目指して兵器を開発したり悪事に勤しむ。タウンズヴィルで一番の悪人を自称するが、感情任せに動いた結果本人が意図しないうちに街を救った事もある。
元はユートニウム博士のペットのチンパンジーだったが「ケミカルＸ」を浴びて知能が発達し、世界征服の野望を抱くようになり、自分を捨てた博士とガールズを憎んでいる。
独特の回りくどいしゃべり方を早口で行い（本人は「自分は率直にものを言う」と主張。なお、2016年版には見られない）、「モーしゃべくりはもーいやっ」において「モーしゃべくり」と称してその特徴的なしゃべり方を植え付ける洗脳教育をタウンズヴィル市民に行った事がある。怒ると目が真っ赤になり、続いて顔中が赤く染まり、野生のチンパンジーに戻ったかのような鳴き声を上げて物に当たる。
日課は毎朝新聞を読む事と、卵2つを食べる事。趣味は船の模型作り。
得意料理は日本料理。ガールズのベビーシッターを務めた際に日本料理を振る舞ったが口に合わず吐き捨てられた。また、日本の忍者が使うというヌンチャクで戦った事もある事から、日本についての知識がある程度ある模様。
劇場版ではガールズ誕生直後に家出し、紙袋を頭に被ってマフラーを巻き古いコートを羽織った出で立ちで「ジョジョ」と名乗り、ギャングリーン・ギャングに襲われそうになったガールズを助け、自分達の力に悩んでいた彼女達を言葉巧みに丸め込む。「町を良くして、皆が自分たちを愛してくれるようにしよう」とガールズを唆して制作させたマシンで動物園からさらってきたサル達にケミカルXを与え、ミュータントに改造して超サル軍団を創り出し、自らが猿の王になろうとした。しかしサル達が誰一人として自分の命令に従わなかったばかりか、それぞれが勝手に暴れ出し、結局自らの使命に目覚めたガールズによって全滅させられてしまった。ガールズに追い詰められたモジョは最後の手段としてケミカルXを脳に直接注入することで巨大モンスターにパワーアップし、火炎放射・体毛ミサイル・超音波等を駆使してガールズと死闘を繰り広げたが、キングコングよろしくビルに登った後に返り討ちにあい、博士が持ってきた脱力剤Xで元の姿に戻り、逮捕された。
ちなみにインドにはラージャ・ジャジャ（Raja Jaja）というモジョとそっくりな悪者がいる。
2016年版ではペットとして犬を飼っており、母猿について語る場面がある。
カレ（Him）
声 - 鈴木勝美（UG版）→園岡新太郎 / トム・ケイン
ハイヒールのロングブーツをはいて両手はザリガニのハサミのような形状をした、赤い肌のスレンダーな悪魔。一人称は基本的には「アタシ」で逆上時は｢オレ｣。
普段は裏声のオネエ口調だが、キレると声色が地声の低いものに戻り、言葉使いが乱暴になる。体型を維持するためにエアロビをしている。心理攻撃や催眠術を得意としており、オクティを操った腹話術でバブルスを唆してブロッサムとバターカップを仲間割れさせたり、タウンズヴィル市民を操ってガールズを襲わせた事もあったが、いずれも失敗に終わっている。「カレ」という呼称は別称であり、本名もあるようだが作中の人物らはみな恐れのあまり、たとえ面と向かっている時でもそれを口にせず彼（カレ）と呼んでいる（自ら「カレ」と名乗るシーンもある）。
作中でも屈指の強敵であり、他の悪者達にも一目置かれる存在である。その立場ゆえ他の悪役の被害を被ることはほとんどない。ガールズがタイムスリップした50年後ではガールズの不在を利用して街を支配しており、得意の心理攻撃でガールズを絶望に追い込んだ（この時はマッチョな巨大モンスターに変身している）。ガールズの誕生日には巨大化して暴れ回る特製ピニャータの牛にお菓子をいっぱい詰めて贈りつけた事がある。本人曰く「同じ悪さはしない主義」。タウンズヴィルでレストランを経営しているが、味は大したことがなく値段も高め。
劇場版では登場していないが、本編中ではかなり昔からいるような事を示唆する描写がある。
ファジー・ラムキンズ（Fuzzy Lumpkins）
声 - 山崎たくみ（UG版）→松山鷹志 / ジム・カミングス
全身ピンクの毛むくじゃらで触角を持つ謎の生物。訛り言葉でしゃべり、山奥に山小屋を建てて住んでいる。一人称は「オレ」または「オラ」。
葉っぱやチョウですら自分の縄張りに入られることと、親切心を持たれても自分の持ち物に触れられることを極度に嫌うかんしゃく持ち。バンジョーと外風呂が趣味。武器は猟銃。
ひょんなことからタウンズヴィル市長に就任した事がある他、彼の生態を観察しようとして泥まみれになったユートニウム博士を何故かメスの種族と勘違いし、強引に結婚を迫った事がある。同種の仲間や甥っ子が多数存在する。
パイロット版ではジャムコンテストで自分の作ったジャムが落選した事への逆恨みでガールズに復讐しようと、相手を肉に変える「ミートガン」で倒そうとするが、自分の髪を肉にされたバブルスにやられた挙句、ミートガンで自分が肉にされてしまう。
劇場版では冒頭と終盤で登場（台詞はなし）。
プリンセス（Princess Morbucks）
声 - 岩坪理江（第49話まで）→西村ちなみ（ザ・ファイト・ビフォア・クリスマス・第50話以降） / ジェニファー・ヘイル→マリア・バンフォード
シーズン2から登場したレギュラーヴィラン。ガールズの幼稚園の同級生で家は大金持ち。フルネームは「プリンセス・モアバックス」。一人称は「アタシ」。
甘やかされて育った為、かなりのワガママで「アタシの望みは何でも叶う事になっている」と豪語する。ただ、自分に責任がかかりそうになると急に卑屈になる面もある。父親や先生の前ではぶりっ子のように振る舞うが、同級生やガールズ、モジョに対しては横柄に振る舞い、使用人にも「さっさと出てけ!」と罵るなど性格は傍若無人そのもので、使用人達からも裏では「悪い子」と言われている。
ガールズの一員になりたがっているが、それを拒まれたためガールズを逆恨みしており、金にまかせて強力な武器兵器を身につけたり、市長をお菓子で買収してタウンズヴィルを買い取り、自ら市長となり作った「悪い事はいい事」の法律で町を混乱させ、ガールズの戦意を削ごうとしたり、モジョを買収してガールズを倒そうとしたり、同級生のロビンを言葉巧みに友達のふりをして利用し、万引きさせた事もあった。また、ガールズの誕生日に蓋に描かれたターゲットを目標に設定した二段式追尾ミサイルを贈りつけた事もある。泣き虫だが、懲りたり反省はしない。
TVスペシャル「ザ・ファイト・ビフォア・クリスマス」では「パワーパフガールズにしてもらう」とサンタにお願いするも、聞き入れられるどころか石炭を山ほど送りつけられたため、専用ジェットで北極のサンタ工場に潜入し「いい子」と「悪い子」のリストを入れ替える事で念願のガールズのスーパーパワーを手に入れて変身するも、あまりの傍若無人振りにサンタの怒りを買ってしまい、パワーを没収されたばかりか「永久悪者記念碑」に名前を刻まれてしまった。
2016年版では「Cash Money Krew」という虎を含む取り巻きを引き連れるようになっている。

#### その他の悪者
ギャングリーン・ギャング（The Gangreen Gang）
緑色の体をした、5人組の不良少年集団。アートロ、ビリー、スネークがアダ名を使っているのに対し、エースとグラバーは本名を使っている。一人称は5人とも「オレ」。タウンズヴィルの街外れの巨大なゴミ捨て場をねぐらにしている。
エース曰く「5人とも学校には一度も行ったことがない」らしく、一度ガールズの幼稚園に通って悪さを働いた事もあるが、ガールズのドッジボールで叩きのめされた。
劇場版では、序盤でファジー同様ガールズ誕生以前からタウンズヴィルで暴れまわる悪者として登場し、買い物帰りのユートニウム博士を襲った。中盤ではパワーを使わずに歩いて家に帰ろうとして道に迷い、街を彷徨っている最中に雨に降られて雨宿りしようとしたガールズに襲い掛かるが、モジョが投げつけたゴミ箱のフタで全員倒された。終盤では買い物帰りの老婆相手に強盗を働いたが、ガールズに倒され刑務所に入れられた。なお、エース以外の4人は笑い声以外の台詞がない。
前述した『Whoopass Stew』から登場しており、悪者達の中では後述するアメーバ・ボーイズと並んで最も古くから登場するキャラクターである。
エース（Ace）
声 - 鈴木勝美（UG版）→園岡新太郎 / ジェフ・ベネット
ギャングリーン・ギャングのリーダー。サングラスをかけた長髪の男。フルネームは「エース・D」（Ace D）。
バターカップの初恋の相手。回りくどい喋り方が多く、都合が悪くなると笑ってごまかす癖がある。一度ガールズのパワーによって氷を操る能力を得た事がある（その力は同じく氷を操るブロッサムを上回るほどで、地肌も水色に変色している）。
リトル・アートロ（Little Arturo）
声 - 岡田貴之（UG版）→高乃麗 / トム・ケニー
本名は「アートロ・ド・ラジェラー」（Arturo de la Guerra）（父の名は「マッチョ・アートロ」（macho Arturo））。父から貰った櫛が宝物。
若干呂律が回らない喋り方が多く、小柄な体型を活かして狭い場所に入ったり、素早い動きを得意とする。一度ガールズのパワーによってさらに素早くなった事がある。
ビッグ・ビリー（Big Billy）
声 - 中田雅之（UG版）→西凛太朗 / ジェフ・ベネット
本名は「ウィリアム・W・ウィリアムズ」（William W. Williams）。
のんびり屋な性格で、怪力の持ち主である巨漢。実は一つ目。バブルス同様、ぬいぐるみや可愛いものには目がない。電車に轢かれそうになったところをガールズに救われ、恩返しに手伝いをした事もある。一度ガールズのパワーによって岩に変身できるようになった事がある。  
スネーク（Snake）
声 - 山本尚弘（UG版）→佐藤晴男 / トム・ケニー
本名は「サンフォード・D・イングルベリィ」（Sanford D. Ingleberry）。
その名の通り、蛇のような風貌で「〜ッス」が口癖。帽子を被っている。基本的にすり足で歩くが、足を上げて走ることもある。メンバーの中では一番マヌケで、度々余計な事を言ってはいつもエースに殴られる。一度ガールズのパワーによって体が伸縮自在になった事がある。
グラバー（Grubber）
声 - 不明（UG版）→西原純 / ジェフ・ベネット
フルネームは「グラバー・J・グラバッシュ」（Grubber J. Gribberish）。
眼球が飛び出しているゾンビ風の男。普段は唾を噴きつけるような音を発するのみでしゃべらないため、エースが通訳する。声色を変えていたずら電話したり、姿勢を変えることで別人に変身したりできる。一度ガールズのパワーによってゲップによる超音波攻撃ができるようになった事がある。
アメーバ・ボーイズ（The Amoeba Boys）
立派な犯罪者になろうと頑張るアメーバの3人組だが、いつも失敗ばかりで犯罪者になる事ができないため、ガールズやタウンズヴィルの市民からはあまり相手にされていない。しかし病原菌をふりまいたり分裂したりと、本人らが意図しないうちにとんでもない悪事を働くこともある。ガールズの誕生日にブードゥーの呪いの人形を贈りつけた事もあるが、ガールズが呪いの人形の使い方を知らなかった為、結局失敗に終わっている。一人称は三人とも「オレ」。
前述した『Whoopass Stew』から登場しており、悪者達の中では最も古くから登場するキャラクターである。ただし本編と異なり市民から恐れられる凶悪な犯罪者となっており、作中では銀行強盗を行っている。 
ボス（Bossman）
声 - 山崎たくみ（UG版）→松山鷹志 / チャック・マッキャン
三人のボスで大きさは中くらい。自分たちで犯罪を起こそうとするが、なかなかうまくいかない事に悩んでいる。
ジュニア（Jr.）
声 - 岡田貴之（UG版）→園岡新太郎 / チャック・マッキャン
一番背が低い。ボスが最後に言った台詞を真似する癖がある。体が小さい割に甲高い声で話すのが特徴。口からバスケットボールやガム等、あらゆる物が出てくる。 
スキニー（Skinny）
声 - 山本尚弘（UG版）→佐藤晴男 / チャック・マッキャン
一番背が高く少し痩せ型。ギャングリーン・ギャングのスネーク同様マヌケ。
セデューサ（Sedusa）
声 - 佐藤ゆうこ（UG版）→日下由美 / ロリ・アラン、ジェニファー・ヘイル、オードリー・ワシレフスキー
髪の毛を自在に操る悪女。一人称は「私」。変装が得意で、ミス・グッドレディー（Ms. Goodlady）と名乗って博士を誘惑したり、ミス・ベラムになりすまし市長を誘惑した他、ギャングリーン・ギャングを誑かし、彼らから「女王様」と崇拝された事がある。

#### 人間・普通の動物
ラウディラフボーイズ（The Rowdyruff Boys）
本作の中で最も強敵であるレギュラーヴィラン。外見から見ると恐らくガールズと同じ幼稚園児。
モジョがガールズに対抗するために刑務所の独房の中で作った男の子たち。囚人の脇毛・食堂で注文したカタツムリ・犬の尻尾に、ケミカルXの代わりにトイレの汚水を流し混ぜて誕生した。敵の中では唯一ガールズと同じスーパーパワーを持っており戦闘能力は全体的にガールズをしのぐ。3人とも外見は基本的にガールズを男子に仕立て上げた感じそのもので、初見のプリンセスや人々からはガールズと間違われるほど酷似している。
一時はガールズのキス攻撃（ミス・ベラムいわく「男の子の弱点」）で消滅し元の材料に戻ってしまったが、後にカレの魔力によってパワーアップして復活しており（初登場時と若干髪型が異なり、より一層ガールズを連想させる髪型となった）、復活する際にカレがボーイズの弱点を防御するため、カレのワクチンでキス攻撃に耐性が付き、キスすると消滅どころか巨大化するようになったが、恥ずかしい事をされると逆に縮んでしまうという新たな弱点が判明した。
一度、ガールズと共にティーンエイジャーになった事もある（この時はいつものワルな感じではなく、友好的な性格になっている）。
一人称は3人とも「オレ」。ガールズ同様、リーダーの指示によって動いている。性格は3人とも基本的にガールズとは正反対。
モジョやカレ同様、打倒ガールズを目指している。
ブリック（Brick）
声 - 丹宗立峰 / ロブ・ポールセン
ラウディラフボーイズのリーダーで「囚人の脇毛」成分多め。服と瞳の色は赤。オレンジ色の髪で赤い帽子を被っており、復活後はブロッサムと同じ長さの髪型となった。イメージカラーは赤。ブロッサムに似ている部分もあり、リーダーシップをとっているが3人の中では一番言葉遣いが悪い。性格はブロッサムと正反対で、自己中心的ないばり屋。自らを「いじめっ子」と名乗り、ブーマーに変装したバブルスにゴキブリを食べさせようとしたり、事あるごとにブーマーを殴ったりしている。ガールズを倒すときや普段から行動するたびに何かと遊び（ゲーム）を考えている。ガールズと対戦する時はブロッサムと戦う事が多い。
ブッチ（Butch）
声 - 松澤重雄 / ロジャー・L・ジャクソン
ラウディラフボーイズの1人で「犬のしっぽ」成分多め。服と瞳の色は緑。初期はポニーテールとアホ毛を彷彿とさせる髪型だったが、復活後は黒髪を逆に立てている。イメージカラーは緑。バターカップに似ている部分もあり、暴れるのが大好きで落ち着きがない。性格はバターカップと正反対で、粗暴且つ残忍な性格で、また享楽的であり常にブリックの意見に賛成する。ブーマー同様、ブリックに比べれば言葉遣いは悪くない。ガールズと対戦する時はバターカップと戦う事が多い。
ブーマー（Boomer）
声 - 栗津貴嗣 / ロブ・ポールセン
ラウディラフボーイズの1人で「刑務所の食堂で注文したカタツムリ」成分多め。服と瞳の色は青。前髪が外ハネで、復活後は若干髪が伸びた。そのため、バブルスからは「キュート」と称された。イメージカラーは青。バブルスに似ている部分もあり、飛行機や虫を見てはしゃいだ事もある。性格はバブルスと正反対で、やや天然気味なマイペースで、他の二人にはそれがのろまに映る事がある。ガールズと戦う時はチームとしてブリックやブッチと共に一致団結しているが、悪事を犯す普段では、ガールズのバブルス同様、チームの中では割と浮いてしまう存在で、事あるごとにブリックによく殴られる。ブリックに比べれば言葉遣いは悪くない。ちなみにキックの威力はボーイズの中で最も高い。ガールズと対戦する時はバブルスと戦う事が多い。

### ゲストキャラクターのヴィラン達

#### モンスター
ブギーマン（The Boogie Man）
声 - 山形ユキオ / ケビン・マイケル・リチャードソン
闇の魔物達の親分で「闇の王」と呼ばれている。日の光に弱いので普段は地下で暮らしていたが、地上を支配する機会を窺っていた。地上に出て来るときに巨大なミラーボールで太陽を隠し、ガールズがミラーボールを破壊しようとするのを車が変形した戦闘機で追撃・阻止しようとするが失敗、結局ミラーボールは破壊されて地上の魔物たちは全滅し、自身もどこかへと吹っ飛んでいった。
ローチ・コーチ（Roach Coach）
声 - 西凜太朗 / ロジャー・L・ジャクソン
薄汚いランニングシャツとパンツのみの男。大量のゴキブリを操り街を支配しようとした。ゴキブリの言葉を理解し、ゴキブリを操る笛を持つ。
その正体は人間ではなく、人語を喋ることが出来るほどの知能の高い一匹のゴキブリが操るロボットであった。最終的に瓶に詰められ捕獲された状態で投獄される。
アブラカダーヴァ（Abracadaver）
声 - 松山鷹志 / フランク・ウェルカー
魔術を使うゾンビ。生前は人気マジシャンのアル・ルージョン（Al Lusion）であったが、ブロッサムに似たある少女が引き起こしたアクシデントがきっかけで手品のタネを全て暴露され、恥をさらしながら手品器具の内部が針だらけの箱に飛び込んでしまい事故死する。市長がそのいわくつきだった会場を老朽化の為に取り壊したところ箱が開いてゾンビとなって蘇る。生前自分を笑ったタウンズヴィル市民、そして自分の死因である少女によく似たブロッサムを逆恨みし復讐しようとするも返り討ちに遭い、自身の死因を再現するかのように倒された。
ディック（Professor Dick Hardley）
声 - 遊佐浩二 / ジェフ・ベネット
ユートニウム博士の学生時代の悪友。フルネームはディック・ハードリー。
博士の下を訪ねてきた際に偶然ガールズと出会ったことでガールズのパワーを金儲けに利用しようと企み、ガールズを騙してケミカルXを持ち出し「パワーパフガールズエクストリーム」という廉価版のガールズを大量生産、TVショッピングで世界中に「エクストリーム」を売り大儲けした。
後にTVショッピングの番組をガールズが見たことで嘘がバレてケミカルXの返還を迫られるが、ケミカルXを瓶ごと丸呑みしたためモンスター化してしまう。強力なパワーでガールズを圧倒し、捕えた彼女達の体からケミカルXを抜こうとするが、ユートニウム博士とガールズの愛の絆を見せられたエクストリーム達の反乱に遭い、最後はエクストリーム達と共に量産工場ごと炎の中に消えた。
パワーパフガールズ・エクストリーム（Powerpuff Girlz Xtreme）
ディックが作り出した廉価版パワーパフガールズ。本物のガールズと同様に「お砂糖・スパイス・すてきなもの」とケミカルXで作られている。
最初のうちはガールズそっくりな容姿だったが、後に大量生産されるようになると徐々に本物とは似ても似つかない容姿になっていき、更に元々粗製乱造だったことに加えて世界中で売られるようになるにつれて原材料を減らして生産するようになったため、原形をとどめないグロテスクな容姿の「エクストリーム」が生産されるようになっていった。中には完璧に作られたにもかかわらず「材料の無駄」としてすぐケミカルXだけ残るように溶かされてしまった個体もいた。
ガールズ達とユートニウム博士が工場に乗り込んできた際にディックの指示で博士を捕まえるが、その直後に博士とガールズの愛の絆を知り、同時にディックが自分達を愛してくれなかった事に気づいて一斉に反乱。最後はディックを取り押さえてガールズと博士を逃がし、ディックと共に量産工場ごと炎の中に消えた。そして、ケミカルXを抜かれて瀕死状態になっていた本物のガールズは博士の涙と愛の力によって復活した。
ドゥークス・オブ・ドゥーム（Dooks of Doom）
暴走族の三人組。リーダーのゴルゴル、ホッガー、ウィーゼルの三人。三人とも食欲旺盛だが、生ゴミやパトカーなどのあらゆるものを構わず食べてしまうほどのとんでもない悪食。
プラクティス夫妻によってガールズのパワーを制御されたのをいいことに街で暴れまわり、ガールズを追い詰めたが、メープル通りと自宅を襲撃された夫妻が契約を取り消したため、再びパワーが使えるようになったガールズに叩きのめされた。
ゴルゴル（Goll-Gorr）
リーダー。大柄で緑色のフランケンシュタインのような外見。戦車に乗っている。ホッガーに対しては対等的な関係だが、ウィーゼルに対してはプラクティス家の扉をこじ開けるために彼をミサイル代わりにするなどぞんざいな扱いをしている。
パワーを制御されたガールズとそれの元凶となった夫妻もろとも追い詰め、掃除機のように吸い込もうとするが、夫妻が契約を取り消したことで再びパワーが使えるようになったガールズに返り討ちにされてしまった。
ホッガー（Hog-Gwarr）
中間でピンク色のブタのような外見。バイクに乗っている。リーダーのゴルゴルと会話する場面がある
ウィーゼル（Whizzer）
小柄でネズミのような外見。スクーターに乗っている。ゴルゴルにミサイル代わりにされたり、ブロッサムに尻尾をレーザーで撃たれるなど不憫な扱いが多い。
ノーム（Gnomey）
声 - ジェス・ハーネル / なし
『バラ色の人生?』に登場するヴィラン。赤いとんがり帽子をかぶった小さなノームで、赤いバラの花と共に地面から現れる。
タウンズヴィルで暴れる悪者達に苦戦していたガールズの前に現れ、「スーパーパワーを差し出せば街を平和にする」と提案。ガールズ達からパワーを奪い魔法の力で悪者達を消し去るが、その後タウンズヴィルの人々を洗脳し街を支配し自分のユートピアを築いた。その後、ユートニウム博士の助けでパワーを取り戻したガールズと対決した末に敗れ、自らの失敗を嘆きながら消滅した。

#### 人間・普通の動物
強盗トリオ
声 - 不明
赤毛のリーダー、モヒカンの白人、サングラスをかけた黒人の二人の子分からなる強盗の三人組。何故か刑務所内にあったガールズの着ぐるみを着てガールズに変装し、その濡れ衣を着せ本物のガールズを誤認逮捕させた。最終的に本物のガールズとベラムに正体を知られ、再び逮捕された。
メイジャーマン（Major Man）
声 - 忍野タケル / ジェフ・ベネット
偽ヒーローとしてタウンズヴィルに登場し、ガールズの人気を奪う事によって精神的苦痛を与えた。最終的にガールズやガールズと交友関係を持つ怪獣のフレッドの作戦に騙され敗北、自作自演だと白状した。
眠りの精（Sandman）
声 - 佐山陽規 / グレッグ・イーグルス
夜になった時に世界中の人々を眠らせるのが仕事であるが、自分が眠れなくなったため世界中の人間たちを永久に眠らせようとする。しかしガールズに悪夢を見せられ、その後は寝るのが嫌になり真面目に仕事に取り組むようになる。
レインボウ/ミスターマイム（Rainbow the Clown/Mr. Mime）
声 - 丹宗立峰 / トム・ケニー
タウンズヴィルで人気のコメディアンのピエロ。口癖は「カラフル」。元の姿は単なる陽気なピエロ「レインボウ」であったが、漂白剤を浴びて体が白黒になり、狡賢いミスターマイムへと変貌。街を白黒にする謎の力により、人間を再起不能にしようとする（白黒にすると人々は活気がなくなって無気力になり、また声等の音もなくなる）。倒そうとしたブロッサムとバターカップの色も抜き取り戦闘不能にするも、ただ一人無事だったバブルスが歌い始めた挿入歌「愛が世界を動かすの」により街も含めミスターマイムも元に戻り正気になったが、はた迷惑な事をしたとガールズに叩きのめされ、逮捕されてしまった。
その後、『誕生日は大騒ぎ!』の回で久々に登場し、ガールズの誕生日パーティーに参加している事から、無事に刑期を終えて出所した模様。
レニー・バクスター（Lenny Baxter）
声 - 西凜太朗 / トム・ケニー
漫画マニアでパワーパフガールズオタクの男。一人称は「俺っち」もしくは「僕ちゃん」。ガールズのグッズを収集していたが、コレクションを全てコンプリートしてしまったため、ガールズの私物を盗み出す。やがてエスカレートして本物のガールズを自分のものにしようとし誘拐してパッケージに閉じ込めた。しかしガールズのピンチにいち早く気づいた博士を筆頭に市長の呼びかけで集まったタウンズヴィル市民全員に精神的に追い詰められ、博士にファンとしての心得を説教された事で改心しガールズを解放し逮捕された。コレクションの箱や袋を開けると精神に強い苦痛が走る。
パッチーズ（Patches）
目に見えない謎の存在。マイク少年（Mike Believe）に空想上の友達を装って近寄り、悪戯をする。しかしガールズが同じく空想の世界で作ったラビットガールに倒された。
キティー（Kitty）
声 - 渋谷哲平 / マーク・ハミル
一見普通の白ネコ だが、言葉を話し催眠術を使う。ユートニウム博士を操りネコが支配する世界を作ろうとしたが、ガールズに阻止された。この事件がきっかけで博士は猫嫌いになる。
ファム・ファタル（Femme Fatale）
声 - 甲斐田ゆき / グレイ・デリスル
フェミニストの女怪盗で、女性マーク（♀）をトレードマークにしている。女性参政権獲得に活動したスーザン・アンソニーが刻印された1ドルコインばかりを盗む。女性差別を主張し「自分を捕まえたら女の悪者がいなくなる」などとガールズを口車に乗せることに一時は成功したが、結局はミス・ベラムとキーン先生に諭されたガールズに倒された。
宝石泥棒（本名不名）
声 - 不明 / ジェフ・ベネット
ある夜中に宝石を盗んだ泥棒。ガールズに見つかるも、シリアル製造工場の従業員に紛れ込み追跡を振り切った。しかし誤って宝石をシリアルの箱の中に入れてしまい、シリアルもそのまま出荷されてしまう。その宝石が入ったシリアルはユートニウム博士に買われてしまい、何とか取り返そうと様々な手を打つがいずれも失敗に終わってしまう。最終的には箱を手に入れたものの、自ら変装を解いてしまったためガールズに叩きのめされ逮捕、刑務所に入れられた。
マスクスカラ（Mask Skara）
声 - 雨蘭咲木子 / フィリス・ディラー
元々はタウンズヴィルでは知らない者のいない化粧品会社の女社長だったが、流行の変化により化粧品の売上げが低迷し、会社が倒産した事からその逆恨みで悪の怪人となった。巨大な化粧道具を武器にし、バターカップを皮切りにタウンズヴィルの人々、モジョやファジーなどといった悪者達、街のポスターや銅像等に派手な厚化粧を施す。ただし、ブロッサムだけは被害を受けなかった。化粧にちなんだダジャレをよく使い、そのダジャレに自分が笑ってしまう変な癖がある。最終的には、ユートニウム博士が開発したクレンジングクリームを浴びて自身のメイクが全て落ちてしまったために全ての力を失い、逮捕された。
気まぐれウィリー（Whimsical Willy）
声 - 田原アルノ / トム・ケニー
「気まぐれウィリーのワンダフルワールド」（The Wondrous World of Whimsical Willy）というバブルスをはじめとする子供たちや市長に大人気の教育番組のメインキャラで、笑顔と悲しみの表情をしたお面を持っている。番組の中で「ドリーム横丁が悲しみの雲に覆われ出したため、それを消すためにハッピーペーパーが必要」と言って視聴者にハッピーペーパーと称して100ドル札を集めるように呼びかけ、バブルスがそれを鵜呑みにして市役所の金庫から全てのお金を持ち出してしまう。
しかしその正体は子供達を騙して町からお金を盗もうとする詐欺師で、更に番組に出演しているキャラクター達は全員が脱獄囚の変装であった。
ブロッサムとバターカップに正体を見破られると途端に本性を現して部下達にガールズを襲わせるが、部下は全員激怒したバブルスに一掃され彼自身も逃走中にお面をバブルスにフリスビーのように投げつけられて気絶し逮捕され、その後は仲間の囚人よりも厳つい囚人達が収監された刑務所に投獄された。
ハッピーフラワー（Happy Flower）
声 - たかはし智秋 / タラ・ストロング
気まぐれウィリーの帽子に付いている花。花なのにしゃべることが出来る。
メイドのメアリー（Maid Mary）
声 - MAI（女装時） / グレイ・デリスル
気まぐれウィリーの部下の1人。女装していた囚人。
ダイマイトドック（Dynamite Dog）
声 - 不明 / トム・ケイン
気まぐれウィリーの部下の1人。赤色の犬の人形。
キティ（Kitty）
声 - 不明 / ディー・ブラッドリー・ベイカー
気まぐれウィリーの部下の1人。象の着ぐるみをしていた囚人。
マンデー侯爵（Munday Marquis）
声 - 不明 / トム・ケニー
気まぐれウィリーの部下の1人。ミトンの形をした人形で真っ先にバターカップによって正体を見破られた。
サイボーうま君
気まぐれウィリーの部下の1人で馬の操り人形。唯一台詞がない。
バーニー・バーンステイン（Bernie Bernstein）
声 - 水木竜司 / トム・ケニー
ハリウッドの映画監督を騙る詐欺師。パワーパフガールズの映画を制作すると言ってガールズを騙し、銀行強盗を働こうとしたが、その企みをいち早く察知し、女装して撮影現場に潜入していた博士に正体を暴かれる。市長を人質に取って逃げようとするが、途中で消火栓に車をぶつけてしまい足止めを食らった上、追いかけてきた博士に捕まり逮捕された。かなりの小心者。
ミリストリー・オブ・ペイン（Ministry Of Pain）
第二次世界大戦中、タウンズヴィルを恐怖に陥れた悪者3人組。現在ではかなりの老人で、老人ホームで悠々自適に暮らしていたが、ガールズの活躍に感化され活動を再開する。ガールズも敵が年寄りという理由でまともに戦うことができず、かつての宿敵たちを説得して再対決させるも結局共倒れになってしまった。
マスターマインド（Master Mind）
声 - キートン山田 / 不明
ミリストリー・オブ・ペインのリーダー。老人ホームで暮らしていたが、ガールズの活躍を伝えるTVを見ているうちに子供がヒーローとして活躍している現在のタウンズヴィルに憤り、他の2人を誘って活動を再開する。
カウンターパート（Counterpart）
声 - 不明 / 不明
ミリストリー・オブ・ペインのひとり。巨漢の老人。
コーホー（Cohort）
声 - 不明 / 不明
ミリストリー・オブ・ペインのひとり。小柄の老人。
スミス一家
ユートニウム博士の隣に住むごく平凡な家庭だったが、主人のハロルドが悪者になることを宣言したことから、悪者一家となってガールズと対決することになり、平穏な生活は徐々に壊れていった。
それぞれが独自の衣装を身に纏い、改造ミニバンでガールズ達に襲いかかった。
ハロルド・スミス（Harold Smith）
声 - 山口健 / ジェフ・ベネット
カラシの瓶詰め工場で働くごく普通のサラリーマンだったが、変わり映えのしない日常に飽き飽きしてしまい、妻のメアリアンが博士の一家を夕食に招いた日に憧れのモジョを真似てあり合わせの材料でこしらえた悪者の格好をし、ヘアドライヤーを改造して作った銃で博士を脅迫したが、結局夕食会がめちゃくちゃになっただけで終わり、逮捕された。
出所後、夕食会をめちゃくちゃにされ復讐に燃えるメアリアンに唆され博士たちに復讐を図るが、結局またしても倒されてしまい今度は一家全員が刑務所送りになる。
メアリアン・スミス（Mary Ann Smith）
声 - 日比野朱里 / キャス・スーシー
ハロルドの妻。朝食は毎回ホットケーキを作りたがる。快活な性格で天然な部分があり、博士の一家を夕食に招いた日に夫のハロルドが悪者になることを宣言した時も「サプライズの一環」と考え、さして気にもしていなかったが、夕食会をめちゃくちゃにされ、更にハロルドが逮捕されたことで復讐を企む。
夫の出所後、彼女を中心に一家4人全員が悪役の衣装に身を固め、隣の博士一家の不在を狙って家中をめちゃくちゃにする。それでも彼らが幸福そうであったことから更にレーザー砲を搭載した改造ミニバンで博士とガールズを襲うも失敗し、家族ともども刑務所に入れられた。
バット・スミス（Bud Smith）
声 - Myu / クリスティン・カウゲァナー
一家の長男。歯並び矯正器具をつけている。いわゆる反抗期の最中であり、父のハロルドの事はさえないダメ親父（面と向かって「うざってーんだよ」と言う）、母のメアリアンの事は「（ホットケーキは）もう飽きた！」「いい加減にしろよ！」と怒鳴ったりと態度は悪い。しかし一転して悪者になった両親に関しては面白がって好意的であり、一家全員で悪者になった時は極めて楽しげであった。
ジュリー・スミス（Julie Smith）
声 - 千葉紗子 / キャス・スーシー
一家の長女。まだ幼く、隣のパワーパフガールズとはおはじき等でよく遊ぶ。一家で悪者になることになった際はよく状況が分かっていないのか、ガールズとバトルすることになるのも遊びの延長と思っている節がある。

#### その他の悪者
ビーボー＝ビックリするほどイカしたボーヤ（Beebo=Biogenetically Engineered Experimental Bipedal Organism）
ユートニウム博士が不眠不休で完成させた、餌を一生に一度しかやらなくていい完璧なペット。博士曰く「決して年を取らず粗相もせず、いろんな芸が出来て遊び好き、そしてなにより小さくてものすごく可愛らしい」。しかし、エネルギーを効率よく消耗できないせいか餌を一度より多く与えてしまうと逆に常に何かを食べてなければいられなくなってしまうという致命的な欠陥を持っていた。その愛らしさに大喜びのガールズは化粧をさせたりボールの代わりにしたりして遊んでいたが、お腹を空かせる度にとても悲しそうな表情をするので、3人は博士の忠告を忘れて次々に食べ物を与えてしまう。それにつれて身体は際限なく巨大化し、家具なども見境なしに食べるようになり、ついにガールズとかくれんぼの途中に家を食い荒らし、街へ出て建物や街の人々までも次々と食らいつくし、何とかして宥めようとしたガールズをも全員飲み込んでしまった挙句に博士が体内に組み込んでおいた自動安全装置が作動し、破裂して無数のビーボーに分裂し、いろんな人の手に渡った。
カー（K.A.R.R.=Kinetic Automatic Robotic Roadster）
声 - 中田和宏 / トニー・ポープ
車の魅力に取り憑かれたユートニウム博士が不眠不休で完成させたロボットカー。戦車や戦闘用ロボットに変身する機能を持ち、会話機能も有する。ガールズに嫉妬し、博士を独り占めするためにガールズたちに襲いかかるも、シートに縛り付けられていた博士に脱出ボタンで逃げられてしまい失敗。そのまま泣き崩れて自身の思いを打ち明けると、博士やガールズたちも涙を流していた。その後は、博士によって作られたパパ代わりロボットである「P.R.O.F」を乗せてどこかへ走り去った。
マダム・アルゼンチン（Madame Argentina）
声 - 真山亜子 / ジューン・フォーレイ
ガチョウのフレッド (Fred) と組み、死んだ親戚に会わせると称しては金を騙し取っていた霊能詐欺師。市長から市に入るために必要な鍵を盗みガールズを呪い殺そうとしたが、結局全ての秘密を暴かれバーベキューの火に閉じ込められる形で倒され、黒焦げの状態で逮捕された。
ルー・ガブリアス（Lou Gubrious）
声 - 坂東尚樹 / ディー・ブラッドリー・ベイカー
年がら年中泣いてばかりの不幸な科学者で、毎日が楽しそうなタウンズヴィルの人々に嫉妬し、自作の不幸光線（mise-ray）を使って、タウンズヴィルの住民から幸せな気持ちを奪い自分だけ幸せになろうとしたが、バブルスが捨てたバナナの皮で滑って転んだ事から町中の笑い者になり、逆にますます不幸になってしまった。
キャプテン・クラック・マクレイゲン（Captain Crack McGraigen）
声 - 斎藤志郎 / ジョン・ディマジオ
宝を求めタウンズヴィルにやってきたところを、事故により現代にタイムスリップしてしまった海賊団の首領。宝の代わりに博士の研究所で見つけたケミカルXを過剰摂取した事で海賊も海賊船もスーパーパワーを得るに至り、博士を拉致した後にガールズと激しい戦闘を繰り広げる。最終的にケミカルXの効き目が切れたことで弱体化した隙をつかれ、元いた時代に戻された。
ブロッコリー大佐（Broccoloid Emporer）
声 - 真貝大樹 / ジェフ・ベネット
ブロッコリー型の宇宙人で、野菜型の武器を使う。強靭な再生能力を持っているためいかなる攻撃も通用せず、倒すためにはひたすら食べるしかない。ブロッコロイド（Broccoloid）を率いて地球侵略の為にタウンズヴィル農場（Farmsville）のブロッコリー畑に催眠胞子を散布した。そのブロッコリーを食べたタウンズヴィルの大人たちは皆死んだように眠ってしまうも、最終的にガールズと街の子供たちによって部下もろとも食い尽くされた。
怪鳥Q
頭にQの文字が付いている、九官鳥とよく似た真っ黒い変な鳥。
マスキュー・マックス（Mascumax）
声 - 不明 / クランシー・ブラウン
宇宙の彼方からやって来た赤いレーシングカーのような移動形態と筋肉質な人型の戦闘形態に変形可能な侵略者。変形して打撃武器となるビームガンを使い、男のヒーローたちの男らしさや勇ましさを自身のエネルギーに変えてグローリー大佐たちを終始圧倒したが、女の子らしく小さくて可愛らしいパワーパフガールズからはエネルギーを得られなかったことと、ガールズを小さな女の子と侮ってかかった事で返り討ちに遭い、泣きながら宇宙へ退散した。
メタンガスモンスター
ユートニウム博士がタウンズヴィルで開催された料理大会「ピリ辛シチューコンテスト」に出したケミカルX入りのピリ辛スープ（実際は材料が滅茶苦茶でとても食べられたものではなかったが、隠し味として入れたケミカルXの効果で審査員全員がびっくりするほどの美味となり、博士も優勝したが後述した事件が原因で失格となった。）を食べた人々のオナラが下水道の中で集合して誕生したモンスター。名前の通り全身が臭いガスで構成されておりガールズの攻撃を一切受け付けなかったが、ブロッサムが前述したローチ・コーチの事件で巨大な瓶を売っていた店から持ってきた巨大なマッチ棒の炎によって燃やし尽くされた。
トゥイッギー（Twiggy）
ポーキー・オークス幼稚園で飼われているハムスター。プリンセスからは可愛くないとけなされたことがある。ある日ミッチーに預けられるが、彼に虐待されひどい扱いを受けた末トイレに流され放射能汚染に飲み込まれると、たちまち巨大化してモンスターと化してしまう。自分を虐待したミッチーを襲うが、ミッチーはガールズに助けられる。元には戻れなくなったが結局そのまま幼稚園に飼われる事になった。
2016年版ではピー・ウィーという別個体のハムスターがバブルスが宇宙人からもらった薬品を浴びて巨大化した事が原因で、幼稚園が閉鎖されてしまった。
モーピー・ポポ（Mopey Popo）
声 - 沼田祐介 / ディー・ブラッドリー・ベイカー
『パワーパフガールズ・ムービー』での事件の時に暴走したミュータント・ゴリラにマシンを破壊された為にケミカルXを浴び過ぎたことで完全なミュータントになり損ない、下水に流された小猿。
自らを拒絶したモジョに復讐を企み、バケツとタオルでモジョの格好を真似てモジョのアジトに帰ってきた。一旦はモジョに言葉巧みに丸め込まれ、彼の世界征服の野望の達成のため役に立とうとするが、役に立つどころかかえって邪魔にしかならず、またしても拒絶されてしまう。しかし何故かガールズを捕まえてきたことでようやくモジョに受け入れられるも、彼の思考や行動を見て「世界征服など、ガールズ打倒（かつてモジョを捨てた博士への復讐）に比べたら大したことではない」という結論にたどり着き、結局は「もう飽きた、ガールズたちと仲良くしていろ」と言ってモジョを見捨ててしまう。バナナ・ジャーキーが好物。

### その他のゲストキャラクター
パワーパフガールズクラブ
「スーパーマン戦争」で結成されたファンクラブの一種。ファンクラブ結成後、全員ガールズと色違いの衣装を着ている。
グローリー少佐（Major Glory）
声 - 遊佐浩二 / ロブ・ポールセン
『デクスターズラボ』にも登場したアメリカ的ヒーロー。ブロッサムを「ブロッコリー」、バブルスを「バグルス」、バターカップを「バターディッシュ」等と呼び、ガールズを女の子だからという理由で小馬鹿にしていた。男のヒーローを多数従え、侵略してきた宇宙人と戦ったがあっけなく惨敗し、自分達に代わって宇宙人を倒したガールズに馬鹿にしていたことを謝り、ファンクラブを結成した。
ヴァル・ヘイレン（Val Hallen）
声 - 不明 / トム・ケニー
『デクスターズラボ』にも登場したアメリカ的ヒーロー。
ビッグ・ベン（Big Ben）
声 - 不明 / ジェフ・ベネット
イギリスのヒーロー。腕力テストでバターカップに負けた。
E-メイル（E-Male）
声 - 不明 / ロブ・ポールセン
日本のヒーロー。スピードテストでバブルスに負けた。
ダウン・アンダー・メイト（Down Under Mate）
声 - 不明 / ジェフ・ベネット
オーストラリアのヒーロー。
マディンゴ（Madingo）
自称「アフリカ最強の野生戦士」（台詞なし）。
イヤーモン（Ya-Man）
自称「カリブの十字軍戦士のヒーロー」（台詞なし）。
ムッシュ・ガイマン
自称「中国人民の総力を結集した中華最強の漢のヒーロー」（台詞なし）。
ムチャムチャチョ
メキシコのヒーロー（台詞なし）。
シティズヴィルの市長
声 - 伊井篤史 / 不明
博士とガールズが一時的に引っ越した大都会「シティズヴィル」の市長。ほとんど遊び暮らしているタウンズヴィルの市長とは違い、毎日真面目かつ忙しそうに働いている。ガールズ達に対しては当初こそ穏健に接したものの、犯人を捕まえるためとはいえ、街のシンボルである「シティズヴィル橋」を破壊した際には彼女達を厳しく問い詰め、法律によりシティズヴィル内でスーパーパワーを使う事を禁じた。
サンタ（Santa Claus）
声 - 佐々木梅治 / マイク・ベル
「ザ・ファイト・ビフォア・クリスマス」に登場。本名は「ニック」（Nick）と言うらしい。非常に機械化された工場兼作業場（従業員は妖精達、自販機やウォーターサプライヤーまで備えた現代的な設備となっている）を北極に持ち、個人のパソコンで子ども達の情報を管理している。プリンセスに唆され彼女にスーパーパワーをプレゼントしてしまったが、目の前で本性を現したプリンセスに怒りパワーを没収。その後ガールズと協力して子ども達にプレゼントを配った。
ジャック・ウェンズデー（Jack Wednesday）
声 - 松山鷹志 / グレッグ・バーガー
ギャングリーン・ギャングをポーキーオークス幼稚園に編入させた非行少年調査官。
プラクティス夫妻（Practice）
博士に訪問したメープル通りに住む夫妻で、本名は妻が「サンドラ」（Sandra）で夫が「スタンリー」（Stanley）。博士に対し「ガールズの真似は教育によくない」と抗議し、ガールズのパワーを禁止させた。しかし、それを逆手に取ったドゥークス・オブ・ドゥームにメープル通りと自宅を襲撃され、ガールズもろとも追い詰められた事で契約を取消し、再びガールズにパワーを使わせた。
モーコ・ジョノ（Moko Jono）
声 - ニカ・フッターマン
ビート・オールズとして手を組んだモジョ・ファジー・カレ・プリンセスの前に突如現れたメスのチンパンジー（名前の由来はオノ・ヨーコ）。モジョに一目惚れされ彼と共に悪事を働くも、道路のど真ん中で寝たり大声で騒音被害を出すなどどれも悪事としては微妙なものばかりで、ファジー達はモーコの虜になったモジョに痺れを切らし仲間割れをすることになった。
その正体は「ミッシェル」という動物園で飼われるパフォーマンスが得意な普通の猿。モジョから求愛されていたが、彼女自身は「モジョのせいで猿の評判がガタ落ちした」という理由でモジョを嫌っている。
フレッド
声 - 不明 / ジェフ・ベネット
ガールズと交友関係を持つ優しい怪獣。メイジャーマンが解決してきた事件が全部自作自演だったことを証明しようとするガールズに協力した。
スティーブ（Steve）
声 - 不明 / ディー・ブラッドリー・ベイカー
モンスター島（Monster Island）に住むモンスター。当初はガールズと戦い生き延びたまま島へ帰還してヒーローになることを目指しタウンズヴィルで暴れていた。ところが3日かけてもガールズと戦えないことにしびれを切らして、先述のリバティー・ベル、ハーモニー・バニー、メインジになりきっていたガールズを諭して、ようやく元のガールズに倒された。
キャプテン・ライチェス（Captain Righteous）
声 - 不明 / ビリー・ウェスト
第二次世界大戦時にミリストリー・オブ・ペインを倒したスーパーヒーローの一人。紅茶が好物。何故か相棒のレフティをひどく嫌っている。今や老人で、老人ホームで悠々自適に暮らしていたが、ブロッサムにミリストリー・オブ・ペインが復活したのでもう一度ヒーローとして戦って欲しいと説得され、かつての衣装をまとい復帰するが、仲間割れを起こした挙句にマスターマインドにレフティを倒され、自身もミリストリー・オブ・ペインと共に自滅してしまった。
レフティ（Lefty）
声 - 不明 / ディー・ブラッドリー・ベイカー
第2次大戦時にミリストリー・オブ・ペインを倒したスーパーヒーローの一人。ポップコーンが好物。今や老人で、老人ホームで悠々自適に暮らしていたが、ブロッサムにミリストリー・オブ・ペインが復活したのでもう一度ヒーローとして戦って欲しいと説得され、かつての衣装をまとい復帰するが、マスターマインドにあっさり倒された。
ユージーン（Eugene）
声 - 不明 / ディー・ブラッドリー・ベイカー
ユートニウム博士の兄弟で、ガールズにとっては叔父にあたる人物。タウンズヴィルへ行くので迎えに来てほしいという電報が届いたため忙しい博士に変わりガールズが写真を頼りに迎えに行ったが、何故かたまたま近くにいたサーカスの見せ物の野人と人違いをされてしまう。
フィボナッチ
声 - 後藤ヒロキ / リンゴ・スター（特別出演）
後述する「ダンスパンツにご用心！」で登場。数学者で、モジョに誘拐される。
ウェンディバッグ
声 - 不明 / サラ・チャルケ
後述する「ダンスパンツにご用心！」で登場。オペラ歌手で、モジョに誘拐される。
アナグマ
声 - 不明
ブルーフェアリー
声 - 不明 / クリスティーナ・プチェッリ

### ナレーター
ナレーター（Narrator）
声 - 山崎たくみ（UG版）→小堺一機 / トム・ケニー
「ここはおなじみタウンズヴィル!」（原語：The City of Townsville!）、「今日もみーんな救われた、サンキュー、パワーパフガールズ!」（原語：So once again, the day is saved, thanks to... the Powerpuff Girls!）が決まり文句。劇中の随所に小ネタを入れる。ナレーターでありながらも時々本編の中に干渉し登場人物から叩かれたり、モジョに監禁されてナレーターの座を奪われたこともある。

### 漫画（DCコミックス版）のみに登場するキャラクター
アニメでは登場しないキャラクター。
パワーパンクガールズ（The PowerPunk Girls）
パラレルワールドの悪者で、パワーパフガールズとは性格は正反対。パラレル世界の支配者・暴君プルトニウム（Oppressor PLUTONIUM）によって、塩・酢・厄介なものとケミカルXから生み出された。
バーサーク（Berserk）
パラレル世界のブロッサム。
ブラット（Brat）
パラレル世界のバブルス。
ブルート（Brute）
パラレル世界のバターカップ。
ジョモ・モモ（Jomo Momo）
パラレル世界のヒーローで、モジョとは性格は正反対。

## テレビアニメ

### スタッフ
オリジナル
- 原作・総監督 - クレイグ・マクラッケン
- 制作統括 - ゲンディ・タルタコフスキー（シーズン1 - 4）
- 制作監督 - クリス・サヴィーノ（シーズン5 - 6）
- スーパーバイジングディレクター（シーズン3 - 6）[注 60] - ローレン・ファウスト
- 構成 - エイミー・キーティング・ロジャース
- アートディレクター - クレイグ・ケルマン
- キャラクターデザイン - アンドリュー・ビアルク、クリス・バトル、クリス・リカルディ、クレイ・モロウ、チャーリー・ビーン、他
- キャラクター監修 - アンドリュー・ビアルク、クリス・リカルディ
- 録音監督 - クレイグ・マクラッケン、コレット・サンダーマン
- 音楽 - ジェームズ・L・ヴェナブル
- 編集監督 - ポール・ダグラス
- カートゥーン ネットワーク・スタジオ制作統括 - ジェニファー・ペルフリー
- 制作担当 - マイク・ラッゾ、リンダ・シメンスキー（カートゥーン ネットワーク）
- アニメーション制作 - カートゥーン ネットワーク・スタジオ
- アニメーション制作協力 - あにまる屋（パイロット版）、ラフ・ドラフト・スタジオ・ソウルコリア
- 製作 - ハンナ・バーベラ・プロダクション（シーズン1 - 4）[注 61]、カートゥーン ネットワーク

日本語版制作スタッフ
- 翻訳 - 瀬谷玲子[注 62]
- 演出 - 松岡裕紀（第1話 - 第49話）、宇井孝司（総集編のみ）→安藤直子（第50話 - 第77話）[注 63]→依田孝利（10th）
- 音楽演出 - 不明（第1話 - 第49話）→亀川浩末（第50話以降）
- 調整 - 山田均、高橋美由紀（第1話 - 第49話）→宮本浩（第50話以降）
- 録音 - 不明（第49話まで）→宮本浩（第50話以降）
- 制作担当 - 小川信寛（第1話 - 第49話）→小野寺徹、丸田耕太郎（第50話以降、東北新社）
- 音響制作 - 神南スタジオ（第1話 - 第49話）→東北新社（第50話以降）
- 音響監督 - 松岡裕紀（第1話 - 第49話）→不明（第50話以降）
- 編集 - 杉山淳→不明（第50話以降）
- 編集スタジオ - NOVA（第49話まで）→不明（第50話以降）
- 番組宣伝 - 伊藤淳也（テレビ東京）→カートゥーン ネットワーク（第50話以降）
- 制作進行 - テレビ東京（第1話 - 第49話）→東北新社（第50話以降）
- 音楽提供 - テレビ東京ミュージック（第1話 - 第49話）[注 64]
- オープニング構成/構成（総集編のみ） - 宇井孝司（テレビ東京）（第1話 - 第49話）
- 配給 - ワーナー・ブラザース テレビジョン（第1話 - 第49話）[注 65][注 66]
- プロデューサー - 岩田牧子（テレビ東京）、松下洋子→伊藤文子（第50話 - 第64話）→末次信二（カートゥーン ネットワーク）（第65話 - 第77話、10th）
- エグゼクティブ・プロデューサー - 不明（第1話 - 第49話）→松下健司（第50話以降、カートゥーン ネットワーク）
- 制作 - カートゥーン ネットワーク、テレビ東京（第1話 - 第49話）[注 67]、NAS（第1話 - 第49話）[注 68]、東北新社（第50話 - 第77話）[注 69]

### 主題歌
オープニングテーマ「The Powerpuff Girls」（シーズン1 - 6）
作詞 - ジェームズ・L・ヴェナブル
日本版ではオープニングテーマが流れている間に「リーダーのブロッサム、キュートなバブルス、そしてタフだぜ?バターカップ!」というナレーションがあるが、日本版以外ではこのナレーションはない。
エンディングテーマ「The Powerpuff Girls Main Theme」（シーズン1 - 6）
作詞・作曲・歌 - Bis
下記は地上波及びリマスター版放送時のみ使用された曲。但し、カートゥーン ネットワークでもコマーシャルとして各楽曲のミュージックビデオが流れる事があった。
オープニングテーマ
「IT'S UP TO YOU!」（1話〜12話）
作詞 - 川瀬智子 / 作曲 - 松井亮 / 編曲・歌 - the brilliant green
- 第1話から12話（2001年1月10日 - 2001年3月28日）まで使用された。番組開始予告、第1話から12話までのスポンサーの表記でも使用された。

「Cream Puff Shuffle」（13話〜51話）
作詞 - 李醒獅・Mamie D.Lee / 作曲・編曲 - 光宗信吉 / 歌 - パワーパフソウルズ（林原めぐみ・上谷麻紀・Nat's）
- 第13話から51話（2001年4月4日 - 2001年12月23日）まで使用され、放送変更予告、第13話から51話までのスポンサーの表記でも使用された。

エンディングテーマ
「The Powerpuff Girls Main Theme」（1話〜12話）
- 第1話から12話（2001年1月10日 - 2001年3月28日）まで使用された。

「WIN, LOSE or DRAW」（13話〜51話）
作詞 - 李醒獅・Mamie D.Lee / 作曲・編曲 - 光宗信吉 / 歌 - パワーパフソウルズ（林原めぐみ・上谷麻紀・Nat's）
- 第13話から51話（2001年4月4日 - 2001年12月23日）まで使用された。

### 各話リスト
基本的には1話完結のオムニバス形式となっており、1話につき10分、30分で2話という構成になっているが、まれに1話30分というスタイルも存在する（特にシーズン4が顕著）。
以下の放送リストはアメリカCNでの放送順による（日本での放送日も日本CNで初放送された日付を記載）。地上波及びリマスター版放送時とは放送順が異なる点にも留意された。

### 総集編
地上波放送時には日本独自に編集された総集編が制作された（話数及び放送日はテレビ東京放送日を記載）。現在刊行されているDVDにも収録されている。
| 話数 | サブタイトル                | 放送日        | 放送日 |
| ---- | --------------------------- | ------------- | ------ |
| 27-1 | おさらい ガールズの基礎知識 | 2001年 7月8日 |        |
| 29-1 | おさらい モジョ反省する!?   | 7月22日       |        |
| 33-2 | おさらい わるもの大集合     | 8月19日       |        |
| 37-1 | おさらい ステキな博士       | 9月16日       |        |

### 放送局
| 放送地域       | 放送局                    | 放送期間                                                                             | 放送日時                                                                        | 放送系列         | 備考                    |
| -------------- | ------------------------- | ------------------------------------------------------------------------------------ | ------------------------------------------------------------------------------- | ---------------- | ----------------------- |
| 関東広域圏     | テレビ東京                | 2001年1月10日 - 6月27日 2001年7月1日 - 12月23日                                      | 水曜 18:30 - 19:00 （第1話 - 第25話） 日曜 7:00 - 7:30 （第26話 - 第51話）      | テレビ東京系列   | 制作局 再放送あり       |
| 北海道         | テレビ北海道              | 2001年1月10日 - 6月27日 2001年7月1日 - 12月23日                                      | 水曜 18:30 - 19:00 （第1話 - 第25話） 日曜 7:00 - 7:30 （第26話 - 第51話）      | テレビ東京系列   |                         |
| 愛知県         | テレビ愛知                | 2001年1月10日 - 6月27日 2001年7月1日 - 12月23日                                      | 水曜 18:30 - 19:00 （第1話 - 第25話） 日曜 7:00 - 7:30 （第26話 - 第51話）      | テレビ東京系列   |                         |
| 大阪府         | テレビ大阪                | 2001年1月10日 - 6月27日 2001年7月1日 - 12月23日                                      | 水曜 18:30 - 19:00 （第1話 - 第25話） 日曜 7:00 - 7:30 （第26話 - 第51話）      | テレビ東京系列   |                         |
| 岡山県・香川県 | テレビせとうち            | 2001年1月10日 - 6月27日 2001年7月1日 - 12月23日                                      | 水曜 18:30 - 19:00 （第1話 - 第25話） 日曜 7:00 - 7:30 （第26話 - 第51話）      | テレビ東京系列   |                         |
| 福岡県         | TVQ九州放送               | 2001年1月10日 - 6月27日 2001年7月1日 - 12月23日                                      | 水曜 18:30 - 19:00 （第1話 - 第25話） 日曜 7:00 - 7:30 （第26話 - 第51話）      | テレビ東京系列   |                         |
| 日本全域       | カートゥーン ネットワーク | 2001年10月5日 - 2003年9月12日 2003年9月15日 - 12月16日 2004年6月12日 - 2005年6月25日 | 月曜 - 金曜 11:30 - 12:00（2002年時点） 月曜 - 金曜 12:30 - 13:00（2004年時点） | アニメ専門CS放送 | 制作局 リピート放送あり |

### スペシャル
スペシャルは全てCNで放送されている（テレビ東京での放送実績はなし）。
| タイトル                                                 | 放送内容 | 放送日                                |
| -------------------------------------------------------- | --- | ------------------------------------- |
| パワーパフ ガールズ アンダーグラウンド                   | 「幻の吹き替え版」全26話を放送                                                                                 | 2003年9月13日（土）                   |
| ガール!ガール!ガール!PpGひな祭りスペシャル               | ひな祭りスペシャル                                                                                             | 2004年3月3日（土）                    |
| 夏来スペシャル                                           | 50話 - 56話を日本初放送                                                                                        | 2004年6月12日（土）、13日（日）       |
| パワーパフ ガールズ秋の新作コレクション                  | 58話 - 64話を日本初放送                                                                                        | 2004年10月15日（金）                  |
| カートゥーン スペシャル 除夜の鐘までパワーパフ ガールズ  | 視聴者投票で選ばれたTOP24のエピソードを12時間連続放送                                                          | 2006年12月31日（日）                  |
| 水野キングダム loves パワーパフ ガールズ                 | 『水野キングダム』とのコラボ                                                                                   | 2007年4月22日（日）                   |
| 誕生10周年38時間スペシャル                               | 過去に放送された全77話に加え「バラ色の人生?」を日本初放送                                                      | 2008年11月17日（月） - 11月18日（火） |
| パワーパフサイコー!最強ガールズ!                         | 新作「支配者はワタシ！」を日本初放送                                                                           | 2009年2月14日（土）                   |
| 日本上陸10周年10時間スペシャル                           | パワーパフ ガールズ日本上陸記念10周年10時間スペシャル                                                          | 2011年10月10日（月）                  |
| カートゥーン スペシャル パワーパフ ガールズ+1            | モジョおススメエピソードを放送                                                                                 | 2012年10月28日（日）                  |
| パワーパフ ガールズ15周年記念 ガールズコレクションBest15 | 「パワーパフ ガールズ」生誕15周年記念第一弾として、全78話の中から視聴者の投票で選ばれたTOP15のエピソードを放送 | 2013年11月18日（月）                  |

### DVD
日本で発売されたDVD
第1話から49話までについては、2001年から2002年にかけて、スターチャイルド（現：KING AMUSEMENT CREATIVE）から初版のDVDが販売され、2005年にはワーナー エンターテイメント ジャパン（現：ワーナー ブラザース ジャパン）から新装版が販売された（いずれも総集編を含む全51話の構成で、全13巻からなる）。また、同社からは特定のテーマごとにエピソードを厳選した1コインDVDも販売されている（30分もののエピソードは前編と後編に分けて収録されている）。各巻のエピソードは地上波放送時での順番に基づき、第13巻を除き4話ずつ収録されている。
なお、通算第50話以降のエピソードは「ザ・ファイト・ビフォア・クリスマス」を除き日本ではソフト化されていないが、一部のエピソードはCNの公式YouTubeチャンネルにて視聴した。
- パワーパフガールズ 第1巻（第1話 - 第4話）
- パワーパフガールズ 第2巻（第5話 - 第8話）
- パワーパフガールズ 第3巻（第9話 - 第12話）
- パワーパフガールズ 第4巻（第13話 - 第16話）
- パワーパフガールズ 第5巻（第17話 - 第20話）
- パワーパフガールズ 第6巻（第21話 - 第24話）
- パワーパフガールズ 第7巻（第25話 - 第28話）
- パワーパフガールズ 第8巻（第29話 - 第32話）
- パワーパフガールズ 第9巻（第33話 - 第36話）
- パワーパフガールズ 第10巻（第37話 - 第40話）
- パワーパフガールズ 第11巻（第41話 - 第44話）
- パワーパフガールズ 第12巻（第45話 - 第48話）
- パワーパフガールズ 第13巻（第49話 - 第51話）
- パワーパフガールズ ザ・ファイト・ビフォア・クリスマス
- パワーパフガールズ ムービー

アメリカで発売されたDVD
- パワーパフガールズコンプリートDVD-BOX

TVスペシャル・劇場版を含めた全てのエピソードを収録。2009年に発売された。前述の通り、日本での再生は事実上不可能。

### 受賞歴
- アニー賞 - 1999年（3回）、2000年、2001年（2回）、2002年、2003年、2004年
- プライムタイムエミー賞 - 2000年（2回）、2001年、2004年、2005年
- キッズチョイスアワード - 2001年

他の受賞
- 2013年「パワーパフ ガールズ × 伝統工芸」 【Licensing of the Year 2013 in JAPAN】プロダクト・ライセンシー賞受賞

| テレビ東京系 水曜18:30枠                      | テレビ東京系 水曜18:30枠                                              | テレビ東京系 水曜18:30枠                                        |
| 前番組                                        | 番組名                                                                | 次番組                                                          |
| --------------------------------------------- | --------------------------------------------------------------------- | --------------------------------------------------------------- |
| トランスフォーマー カーロボット               | パワーパフガールズ（シーズン1） （2001年1月10日 - 2001年6月27日）     | シャーマンキング                                                |
| テレビ東京系 日曜7:00枠                       |                                                                       |                                                                 |
| トムとジェリーとゆかいな仲間                  | パワーパフガールズ（シーズン2 - 4） （2001年7月1日 - 2001年12月30日） | 勇気のメダル 日曜6:30枠から放送時間繰り下げ                     |
| カートゥーン ネットワーク 月曜〜日曜13:00帯枠 |                                                                       |                                                                 |
| 不明                                          | パワーパフガールズ（シーズン5 - 6） （2004年6月12日 - 2005年6月25日） | パワーパフガールズ（再放送） ※ここから月曜〜金曜13:00帯枠となる |

## パワーパフガールズ：ダンスパンツにご用心!（2014年）
『パワーパフガールズ：ダンスパンツにご用心!』（原題：The Powerpuff Girls：Dance Pantsed）は、1998年から2005年まで放送された「パワーパフガールズ」をもとに、スタッフ・一部キャラクターデザインを一新した作品。アメリカCNで2014年1月20日に放送され、日本CNでは2014年3月3日に放送された。

### 設定の変更
- 氷の息を出せるのはブロッサムだけだったが今回はバブルスも使えるようになっている。
- ユートニウム博士が昔ダンサーを目指していたという設定がある。

### ストーリー
モジョがケミカルXを盗みタウンズヴィルを支配するために巨大ロボットを操り、有名な数学者フィボナッチとオペラ歌手ウェンディ、それにアナグマを誘拐しようとする。しかしパワーパフガールズがフィボナッチらを救いロボットを破壊したため、モジョは有害なビデオゲーム「Dance Pants R-EVILution」を発明し、ガールズをコントロールする。博士はガールズを救うべくタウンズヴィルの市民と共にダンスバトルを展開する。

### キャスト
声優は、日本語版／原語版
- ナレーション - 小堺一機／トム・ケニー
- ブロッサム - 麻生かほ里／キャシー・キャバディーニ
- バブルス - 南里侑香／タラ・ストロング
- バターカップ - 池田有希子／エリザベス・デイリー
- ユートニウム博士 - 安崎求／トム・ケイン
- 市長 - 石住昭彦／トム・ケニー
- ミス・ベラム - 高乃麗／ジェニファー・マーティン
- モジョジョジョ - 石井康嗣／ロジャー・L・ジャクソン
- フィボナッチ・スパンコール - 後藤ヒロキ／リンゴ・スター（特別ゲスト）
- ウェンディバッグ - 不明／サラ・チャルケ
- ブルーフェアリー - 不明／クリスティーナ・プチェリ
- 魂ヘイライドホスト - 不明／ケビン・マイケル・リチャードソン

### スタッフ
- 原作 - クレイグ・マクラッケン
- 原案・監督・演出・録音監督 - デヴィッド・P・スミス
- 原案・構成 - デイブ・テナント
- 脚本・ストーリーボード - クリス・ミッチェル、ウィル・マタ、デヴィッド・P・スミス
- 海外側演出 - ステファン・コーデル
- アートディレクター - ケビン・ダート
- キャラクター&プロップ&エフェクトデザイン・色彩設計 - ケビン・ダート、クリス・ミッチェル、ジャスミン・ライ、ティファニー・フォード、クレイグ・ケルマン
- 背景デザイン&色彩 - ケビン・ダート、クリス・ターナム、ジャスミン・ライ、エレ・ミシェルカ
- ピクチャー編集 - ポール・ダグラス
- ダイアログ編集 - ジェームス・ハーン
- 音楽 - ジェームズ・L・ヴェナブル
- プロデューサー - パーネル・ハイズ
- 製作指揮 - ブライアン・A・ミラー、ジェニファー・ペルフリー、カーティス・レラーシュ、ロブ・ソーチャー
- 制作 - カートゥーン ネットワーク・スタジオ、パッション・ピクチャーズ
- 2Dアニメーション制作 - JE・スイスビエン・コンテンツ
- 3DCGアニメーション制作 - プランクトン・スタジオ
- 製作 - カートゥーン ネットワーク

### 日本語制作スタッフ
- 翻訳 - 瀬谷玲子
- 演出 - 依田孝利
- 録音制作 - 東北新社
- プロデューサー - 岡田由里子（カートゥーン ネットワーク）
- 番組宣伝 / 日本語版制作 - カートゥーン ネットワーク

### 主題歌
オープニング
「The Powerpuff Girls Main Theme」
作曲・編曲 - ジェームズ・L・ヴェナブル
リミックスされており、今作では40秒（以前は1分10秒）である。
エンディングテーマ
タイトル不明
作曲 - ジェームズ・L・ヴェナブル
プロモーションビデオ
「I Wish I Was A Powerpuff Girl」
作詞・作曲・歌 - リンゴ・スター
アニメーション/ミュージックビデオ制作 - ポリゴン・ピクチュアズ（日本）

## 映画・特番
- 『パワーパフガールズ・ムービー』
- 『パワーパフガールズ ザ・ファイト・ビフォア・クリスマス』
- 『タイタンズVSパワーパフガールズ』

## 漫画版
DC版では原作者のマクラッケンが直接関わっており、2000年4月から2007年まで刊行された（テレビアニメの方のスタッフも関わっている）。大半の話はテレビアニメ化された。
2013年2月、漫画出版社のIDWパブリッシングがカートゥーン ネットワークと契約し、カートゥーン ネットワーク作品の漫画を出版。2013年9月から連載が開始された（原作者のマクラッケンは関わっていない）。一部設定に変更がなされている。
当初は5話で終了する予定だったが、延長となり長期連載となった。脚本はトロイ・リトル（Troy Little）。
- 出版社：DCコミックス→IDWパブリッシング

### DCコミック出版時の担当スタッフ（2000年 - 2007年）
- 脚本：アビー・デンソン、エイミー・キーティング・ロジャース、ボビー・JG・ワイス、ブレット・Lewis、ブロン・ウィンカートン、クリス・サヴィーノ、チャック・キム、ダン・スロット、フランク・ストローム、イアン・Boothby、イヴァン・ベレス・ジュニア、ジェニファー・ムーア、ショーン・キャロラン、ジョン・ ロザーム、ジョン、ロビー・ブッシュ、ロジャー・フレデリクス、シェリル・スカボロー、Kayte・クチュ、Sholly Fisch1Trina・ロビンス、ウィリアム・メスナー
- インカー：Philip Moy、Mike DeCarlo
- 文字入れ：Janice Chiang、Ryan Cline

### 担当スタッフ（2013年 - ）
- トロイ・リトル（執筆アーチスト、脚本、文字入れ担当）

## 実写ドラマ
2020年8月、CBSエンターテインメント・グループとワーナー・ブラザースが共同出資しているテレビ局「CWテレビジョンネットワーク」が本作品の実写ドラマ化を検討しているとVarietyやThe Hollywood Reporterなどの複数メディアが報じた。内容としては本作品のその後が描かれ、20代に成長したガールズ達が少女時代を悪事との戦いに捧げたことに憤り、再びチームを結成するテーマになるとしている。
2021年3月にパイロット版の制作スタッフやメインキャストが正式に発表された。監督はマギー・カイリー、ブロッサム役をクロエ・ベネット、バブルス役をダヴ・キャメロン、バターカップ役をヤナ・ペローがそれぞれ担当するとしていた。しかし、パイロット版の仕上がりに当時のCW局のCEOが不満を示したことから、撮り直しを行うことが報じられた。
その後、CWは2023年5月に実写ドラマ版の制作自体を中止すると発表。同時に、企画（映像化）の権利自体も放棄していたことが明らかになった。